# Васильченко Євген Дмитрович
Євген Дмитрович Васильченко (7 листопада 1930 с. Верхосулка, Білопільського району — 18 листопада 2024)  — український письменник, член НСПУ.

## Життєпис

### Родина
Народився у багатодітній сім'ї. Батько Дмитро  — колишній матрос лінкора «Імператриця Марія», був учасником подій 1918 р  — загибелі ескадри.

### Навчання
Закінчив семирічку в м. Лебедин. Вирішивши піти стежиною батька, вступив до військово-морського училища. Та закінчити не судилося. Провчившись два з половиною роки виключили за написання сатиричних віршів, присвячених тяжкому повоєнному життю. За «вільнодумство» курсанта кинули до карцеру, а згодом у 1949 р. Виключили із училища.
Повертається до Лебедина, де закінчує середню школу № 5, а в 1951 році з відзнакою Лебединське педучилище.

### Робота
За розподілом їде працювати в Івано-Франківську область у Перегонівську с.ш., де розкривається літературний талант, з'являються перші публікації.
Повернувшись на Сумщину, закінчує Сумський педінститут, викладає математику і фізику в Будильській середній школі (1957—1989) Лебединського району, а ще вчив дітей малювання, грі на музичних інструментах, бо природа щедро обдарувала Євгена Дмитровича талантами. Але, насамперед, працював у царині літератури. Добірки байок і сатири з'являються не лише в обласній, а в республіканській пресі, у колективних збірниках та альманахах.

### Письменник
1976 року у видавництві «Радянський письменник» виходить перша книга байок і гуморесок «Ой лопнув обруч», якою заявив про себе як про майстра художніх образів і сатиричних засобів, простоти і стилістичної побудови творів, окреслення алегоричних прийомів. Мова байок жива, легка, розмовна, насичена народними барвами, епітетами  — отож байки читаються легко, що важливо для цього жанру: байка не терпить сухої і довгої описовості, вона вимагає динамічності, дії:
| Ведмідь задумався: де скликати нараду? У Вовка — хащі, в Зайця — лозняки, В Лисиці — нори! Якось не з руки В такі місця запрошувать громаду. Призрів нарешті: у Бджоли! Зійшлись на Пасіку Ведмеді, загули: - О-о-о! Тут розгорнемо дебати! — Засіли, сперечалися завзято. Розносила луна цей гомін аж у степ. І раптом стихло все… Скінчився мед! |
У пердмові відомий гуморист Петро Сліпчук говорить про витоки творчості Євгена Васильченка:
| Євген Васильченко як байкар виріс не сам по собі. У нього був хороший ґрунт, добрі вчителі й наставники, які сприяли його творчому сходженню… Мав живих учителів і порадників в особі сучасників-байкотворців, як от Микита Годованець (з ним Є.Васильченко мав тривалі творчі зв’язки, багато років листувався), Анатолій Косматенко. Добрими порадами і товариською критикою вони багато допомагали початкуючому байкареві оволодіти мистецтвом жанру, навчали володінню словом, творенню образів. |
Через два роки у харківському видавництві «Прапор» виходить друга збірка «Чесно вам кажу». Новаторством було те, що гуморист, уже традиційно, звертаючись до переспіву рідного фольклору, також дає цикли інтерпретації народного гумору Середньої Азії та Туреччини. Цим самим розширюючи діапазон зацікавлень не лише власний, а й всієї української гумористики.

### Книги
- «Ой лопнув обруч» (1976)

- «Чесно вам кажу» (1978)

- «Гоп, мої гречаники» (1984)

- «Баранячий фасад» (1989)

- «Баран в перестройке» (1993)

- «Мюнхаузенова сила» (1994)

- «Полтавський Хома» (1994)

- «Улыбки Тараса» (1994)

- «Вовчий розгул» (1998)

- «Ходжа Насреддін» (2000)

- «З-під знака Скорпіона» (2003)

- «К-V» (2003)

- «Тоталітарні вітри» (2004)

- «Чужа арифметика» (2004)

### Рецензії та відгуки
Найда Г. Перша книга вчителя. // Рад. освіта.  — 1977, 2 лютого.
Дудченко В. Скарби сільського вчителя. // Літературна Україна.  — 1978, 10 жовтня.
Тарасенко В. Присуд вам. // Друг читача.  — 1984, 29 листопада.
Столбін О. … Аби не вщухав сміх на Сумщині. // Сумщина. 1980, 4 листопада.
П'янков В. Гостроокий. // Панорама Сумщини.  — 1994, 28 грудня.
Кравченко В. Байкар, учитель, митець, громадський діяч. // Життя Лебединщини.  — 2000, 8 листопада.